# Gà hạt điều
Gà hạt điều (tiếng Trung: 腰果 雞丁) là một món ăn của người Mỹ gốc Hoa kết hợp thịt gà (thường được xào nhưng đôi khi được chiên ngập dầu, tùy theo cách biến tấu) với hạt điều và nước sốt tỏi nâu nhạt hoặc nước sốt đặc làm từ gà kho, xì dầu cùng với dầu hào.

## Gà hạt điều truyền thống
Phiên bản truyền thống của gà hạt điều được xào trong chảo. Những miếng thịt gà dai được kết hợp với hạt điều rang giòn, rau và được rưới nước sốt nhẹ làm từ tỏi, nước tương cùng với tương đen được pha loãng với nước. Nước sốt nhẹ có vị chua và ngọt.

### Nguyên liệu
Các nguyên liệu cơ bản bao gồm:
- Thịt gà
- Bột ngô
- Dầu ô liu
- Nước dùng gà ít natri
- Sốt hoisin
- Xì dầu
- Giấm gạo
- Mật ong
- Dầu mè
- Gừng tươi
- Rau tươi: bông cải xanh, ớt chuông, tỏi, hành lá,...
- Hạt điều

### Chuẩn bị
- Thịt gà ướp muối và tiêu[3][4] sau đó rắc bột ngô.[3]
- Hạt điều không ướp gia vị, nướng chúng, có thể tách đôi hạt.[4]
- Làm nước sốt: cho nước dùng gà, sốt hoisin, nước tương, giấm gạo, mật ong, dầu mè và 2 muỗng cà phê bột bắp vào tô trộn chúng cho đến khi hòa quyện.[4]
- Chuẩn bị cơm trắng để dùng cùng món.[3]

### Chế biến
Chế biến món ăn này thực hiện qua các bước cơ bản:
- Để dầu thực vật đầy chảo, đợi cho dầu thật nóng.
- Đặt một nửa số thịt gà vào chảo, tầm vài phút khi thịt tái lấy ra đưa vào đĩa, không để quá chín.
- Thêm dầu vào chảo, để phần thịt gà còn lại vào cùng tỏi và gốc trắng của hành lá. Khi thịt cũng vừa tái thì lại bỏ phần gà chín nấu trước vào lại chảo.
- Thêm giấm gạo nấu trong 30 giây.
- Cho hỗn hợp nước sốt vào nấu tầm 1 phút.
- Tắt bếp, rồi thêm hành lá, tỏi, gừng, bông cải xanh và ớt chuông vào xào.

## Gà hạt điều kiểu Springfield

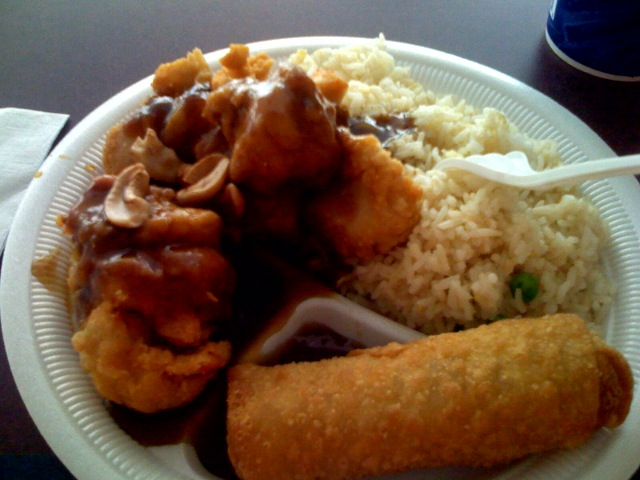
Một đĩa gà hạt điều (chiên ngập dầu) kiểu Springfield dùng với cơm chiên và trứng cuộn.

Phiên bản chiên giòn của món ăn gắn liền với thành phố Springfield, Missouri. Gà hạt điều chiên giòn có lẽ được phục vụ lần đầu tiên vào năm 1963 tại Grove Supper Club ở Springfield. David Leong (1920-2020), một đầu bếp Trung Quốc di cư đến Hoa Kỳ vào năm 1940, đã đấu tranh để các món ăn của quê hương mình được người dân chấp nhận, vì vậy ông bắt đầu tìm kiếm một món ăn hợp khẩu vị với cư dân địa phương. Công thức gà rán tẩm hạt điều nổi tiếng của ông phổ biến đến nỗi đã giúp ông đã sớm mở nhà hàng Leong's Tea House ở Springfield. Món ăn này trở nên cực kỳ phổ biến ở khu vực Springfield và thường được gọi một cách không chính thức là "món ăn của thành phố". Springfield thậm chí còn tổ chức một lễ hội hàng năm với chủ đề chính là món gà này: Springfield Sertoma's Cashew Craze.
Lấy ý tưởng từ niềm yêu thích gà rán của người dân địa phương, Leong đã nghĩ ra một biến thể có sẵn của món ăn. Thay vì xào gà như mọi khi, ông đã chiên ngập dầu các miếng gà. Sau đó, ông lấy nước sốt đặc trưng làm từ gà kho, xì dầu và dầu hào rưới lên nó, rồi thêm một ít hạt điều. Leong cũng cho thêm hành lá cắt nhỏ vào món ăn và nó đã ngay lập tức trở thành một thực phẩm nổi tiếng của cư dân địa phương. Sau đó, món ăn này cùng với công thức đã lan truyền đi khắp nơi. Leong's Tea House đóng cửa vào năm 1997, nhưng món gà hạt điều kiểu Springfield vẫn được phục vụ tại hơn 70 nhà hàng Trung Quốc (cũng phục vụ trong nhiều nhà hàng không phải của người Trung Quốc), ở các khu vực xung quanh Springfield, và những nơi khác ở Missouri cũng như nhiều bang khác. Món gà hạt điều kiểu Springfield đã được đề cập trên The Food Channel và  một chương trình phát trên radio trên toàn quốc.
Năm 2010, con trai của Leong, với sự hỗ trợ từ cha mình, đã mở một nhà hàng mới ở Springfield, cũng phục vụ món gà hạt điều như nhà hàng của cha. David Leong qua đời vào ngày 21 tháng 7 năm 2020, hưởng thọ 99 tuổi.

## Món ăn tương tự

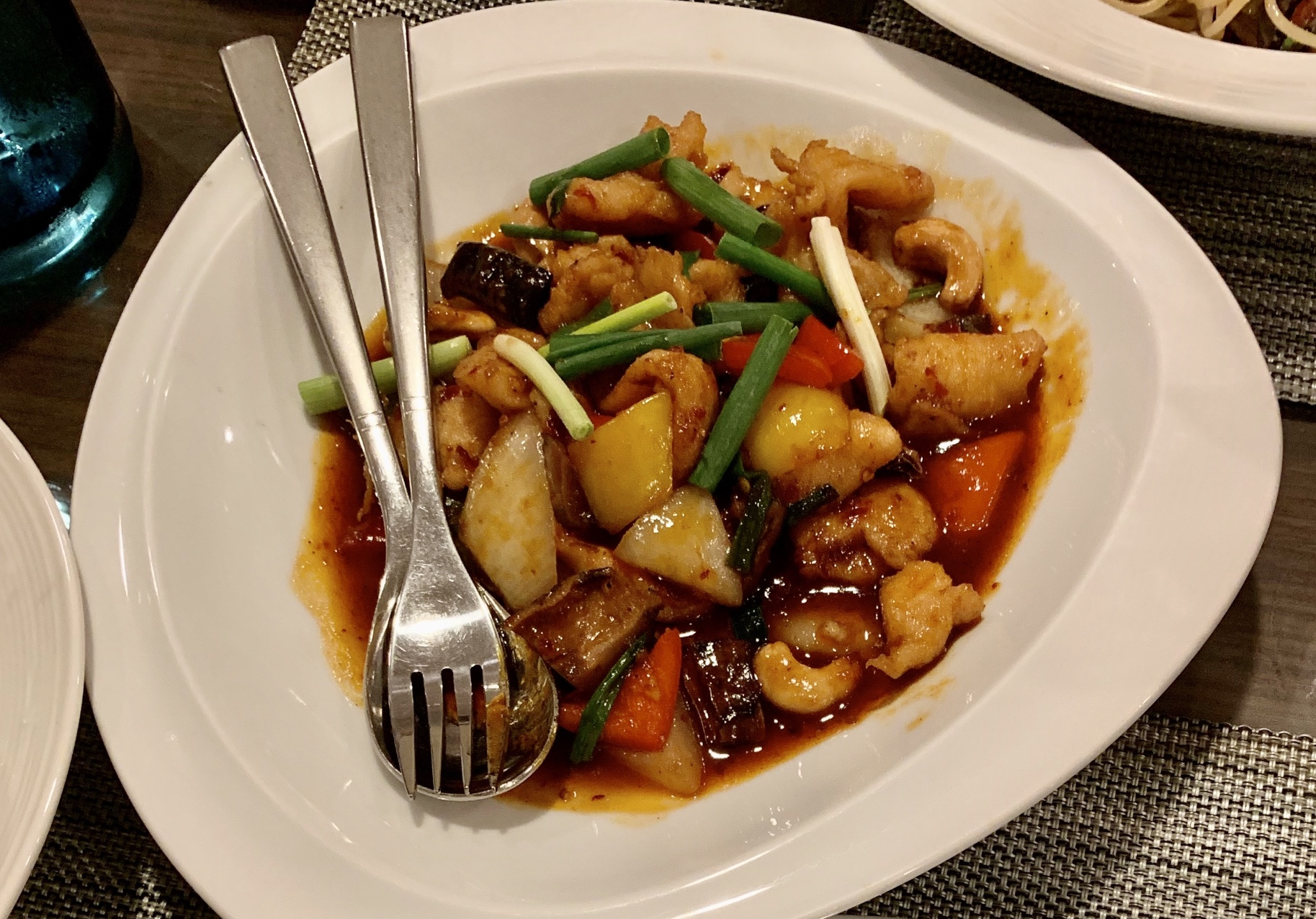
Một dĩa Kai Phat Met Ma Muang (gà xào hạt điều kiểu Thái) ở Thái Lan

Trong ẩm thực Thái Lan, có một món xào tương tự được gọi là kai pad med mamuang hemapan hoặc gai pad med ma muang.
Trong ẩm thực Haiti, còn có một món gà hầm với hạt điều được gọi là poul ak nwa.